# Knoxia
Knoxia là một chi thực vật có hoa trong họ Thiến thảo (Rubiaceae).

## Loài
Chi Knoxia gồm các loài: